# Escola
|  | «Col·legi» redirigeix aquí. Vegeu-ne altres significats a «gremi». |

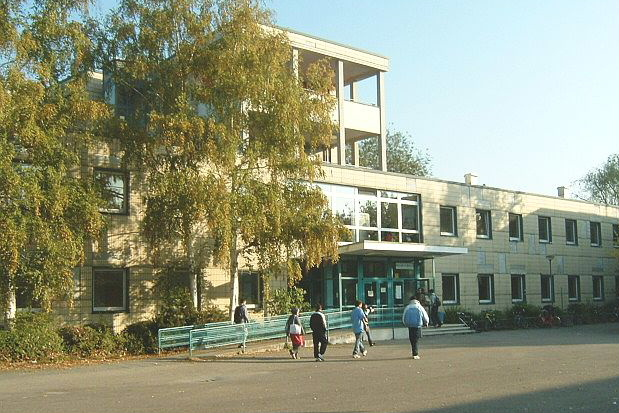
Escola d'Alemanya.

Una escola o col·legi és una institució o centre encarregat d'educar o impartir docència sobre unes determinades àrees.
El terme escola s'aplica a tots els nivells d'estudis: escola d'infants (o escoleta), escoles primàries o secundàries, escoles universitàries, escoles d'estiu, escoles d'adults, autoescoles, escoles d'idiomes, de música, etc.
El terme col·legi és més concret i s'aplica generalment a les escoles d'educació obligatòria per a nens i joves. Durant un temps s'utilitzà l'abreviació CEIP, de Centre d'Ensenyament Infantil i Primari per a designar aquests centres, per tornar més endavant a escola. També existeix el terme col·legi major, que és una residència d'estudiants, generalment universitaris.
Els centres han d'oferir els seus serveis de manera continuada i sistemàtica a grups estables d'infants, amb freqüència diària, distribuint les activitats per franges horàries, definint i aprovant per a cada curs acadèmic la programació dels serveis educatius que ofereix, la qual ha de respectar els límits raonables de permanència diària dels infants al centre i recollir la concreció de les estratègies educatives i dels objectius que es pretenen assolir.

## Història
A Mesopotàmia, el primer sistema logogràfic de l'escriptura cuneïforme va trigar molts anys a dominar-se i només un nombre limitat de persones es formaven com a escribes en la seva lectura i escriptura. Només es van escolaritzar descendents reials i fills de rics i professionals, com ara escribes, metges i administradors del temple.
Durant l'antiga Grècia i l'Antiga Roma, els nens eren educats per les seves mares fins als set anys, i després, segons la cultura de la seva ubicació i època, començarien l'educació formal, però no tenien un espai dedicat a classe, i es donaven lliçons en porxades o carrers, o es podien donar en els habitatges, en els què el mestre seia en una cadira i els alumnes ho feien al seu voltant amb el seu propi material (papirs, tinta, plomes) A Roma, l'escola primària es deia ludus i atenia la mainada fins als 11 anys. El 94 Quintilià va publicar el treball educatiu sistemàtic, Institutio oratoria, en què es reclamava un espai dedicat.
A l'edat mitjana la societat es va jerarquitzar enormement, amb una petita classe dominant i masses d'esclaus i serfs. Les principals lliçons que havien d'aprendre els nens eren l'obediència, la supressió de la seva pròpia voluntat i la mostra de reverència envers els senyors i els amos, i els senyors i els mestres no tenien cap mena de dubte a vèncer físicament els nens en la submissió.
L'impuls a l'educació universal arribà amb el protestantisme, que afirma que la salvació depèn lectura que fa un mateix de les Escriptures, així doncs tothom ha d'aprendre a llegir, i aprendre que les Escriptures representen veritats absolutes i que la salvació depèn de comprendre aquestes veritats. Martí Luter i altres líders reformistes van promoure l'educació pública com a deure cristià, per salvar les ànimes de la condemna eterna. A finals del segle xvii, Alemanya, líder en el desenvolupament de l'escola, tenia lleis a la majoria dels seus estats que exigien que els nens assistissin a l'escola, sent les escoles luterana, no estatals.
Les escoles de primeres lletres van ser impulsades per ordres religioses i per municipis, els quals van procurar l'ensenyament de la lectura, l'escriptura, els nombres i el catecisme. En els gremis, s'acceptaven els nens i els joves per servir als artesans a canvi que se'ls hi ensenyés a llegir, a escriure i algun ofici.
Al segle xix i al segle xx, l'escola va evolucionar gradualment cap al model contemporani, eliminant el càstig corporal com a mètode de disciplina, les lliçons es van fer més seculars i el pla d'estudis es va ampliar, a mesura que s'ampliava el coneixement, incloent cada cop més matèries, i el temps d'escolarització va augmentar contínuament. L'escola va substituir gradualment el treball al camp, la fàbrica i les tasques domèstiques com a feina principal del nen.

## Els centres escolars
Tot l'accés a l'edifici i el propi centre ha d'estar lliure de barreres arquitectòniques, amb almenys un itinerari accessible. Els centres han de disposar d'accés rodat, lliures de condicionants mediambientals, i no poden haver estat anteriorment objecte d'activitats industrials o comercials que impliquin generacions de substàncies perilloses o generació de residus i estar protegits de sorolls d'autopistes i ferrocarrils.
Sigui quina sigui la distribució en planta de l'edifici, que serà de com a molt cinc plantes sent la d'entrada la planta baixa, tots els espais han de tenir ventilació creuada natural i estar relacionats mitjançant elements de circulació interiors, i només el gimnàs, els vestidors i els menjadors podran estar separats de l'edifici principal per permetre la seva utilització fora de l’horari escolar. A part del porxo de connexió entre edificis i del porxo de les aules d'infantil, el centre ha de tenir una porxada general amb dimensions suficients per que es pugui fer servir com a zona de jocs en dies de pluja o protegir del sol a l'estiu.

### El pati

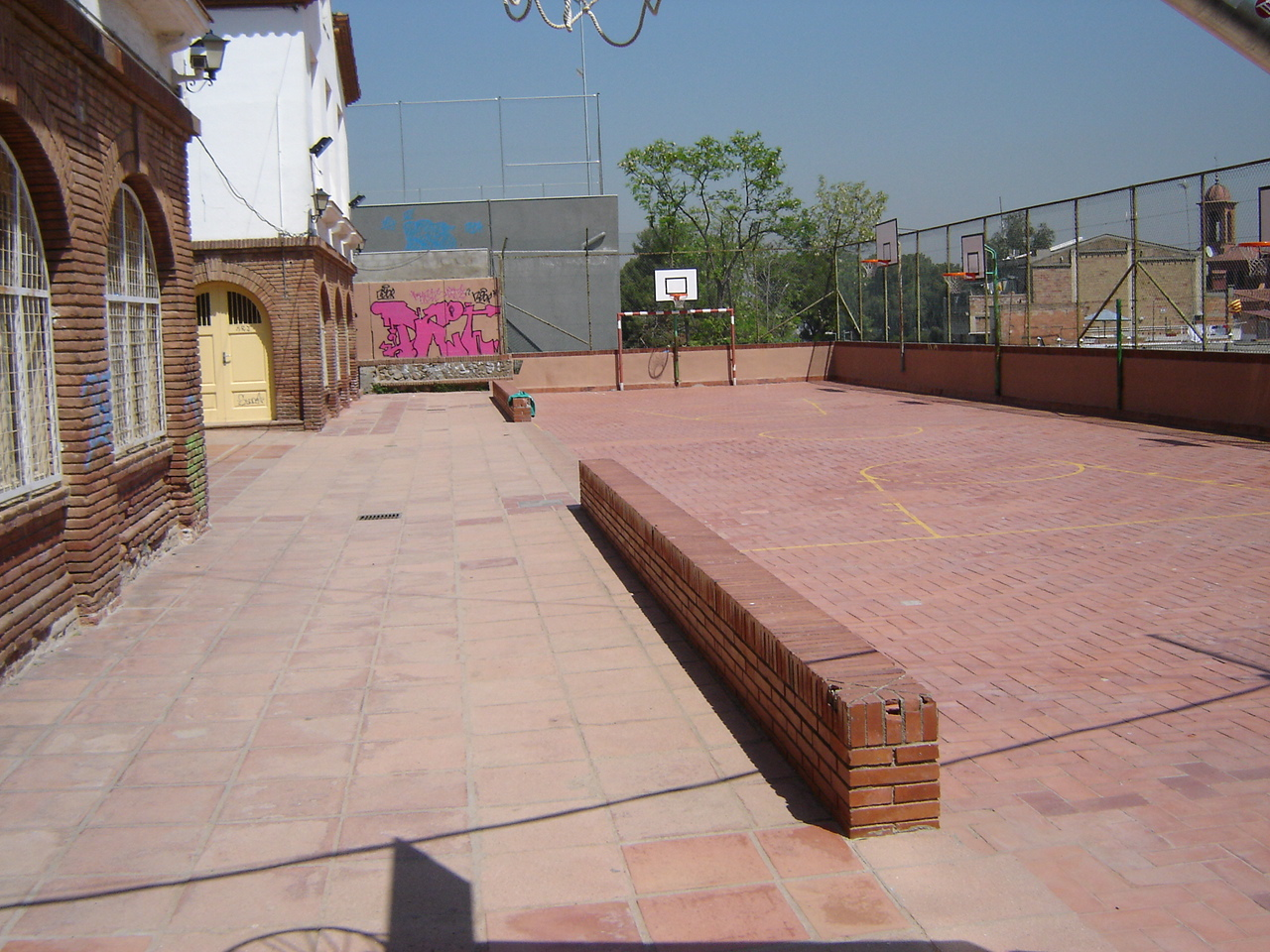
Pati de l'Escola pública Parc del Guinardó

El pati ha de tenir una part pavimentada com a pista i unes zones de joc sense pavimentar, separant-se el de primària del pati d'infantil, que tindrà un accés independent i preferentment tindrà terra de sauló, amb una tanca d’1 m d’alçada. Al pati hi haurà dues fonts, una al pati de primària i una al d'infantil. Des del pati ha d'haver accés a uns lavabos sense entrar al centre.

### Zona d'Educació Infantil
Tots els espais d'infantil han d'estar situats preferiblement en planta baixa, recomanant-se l'agrupació de les aules per cursos. Les aules han de disposar d'una zona d'aula exterior amb relació directa amb l'interior i amb accés als serveis, delimitada respecte de la resta del pati d’infantil.

### Zones d'Educació Primària, Secundària i Batxillerat

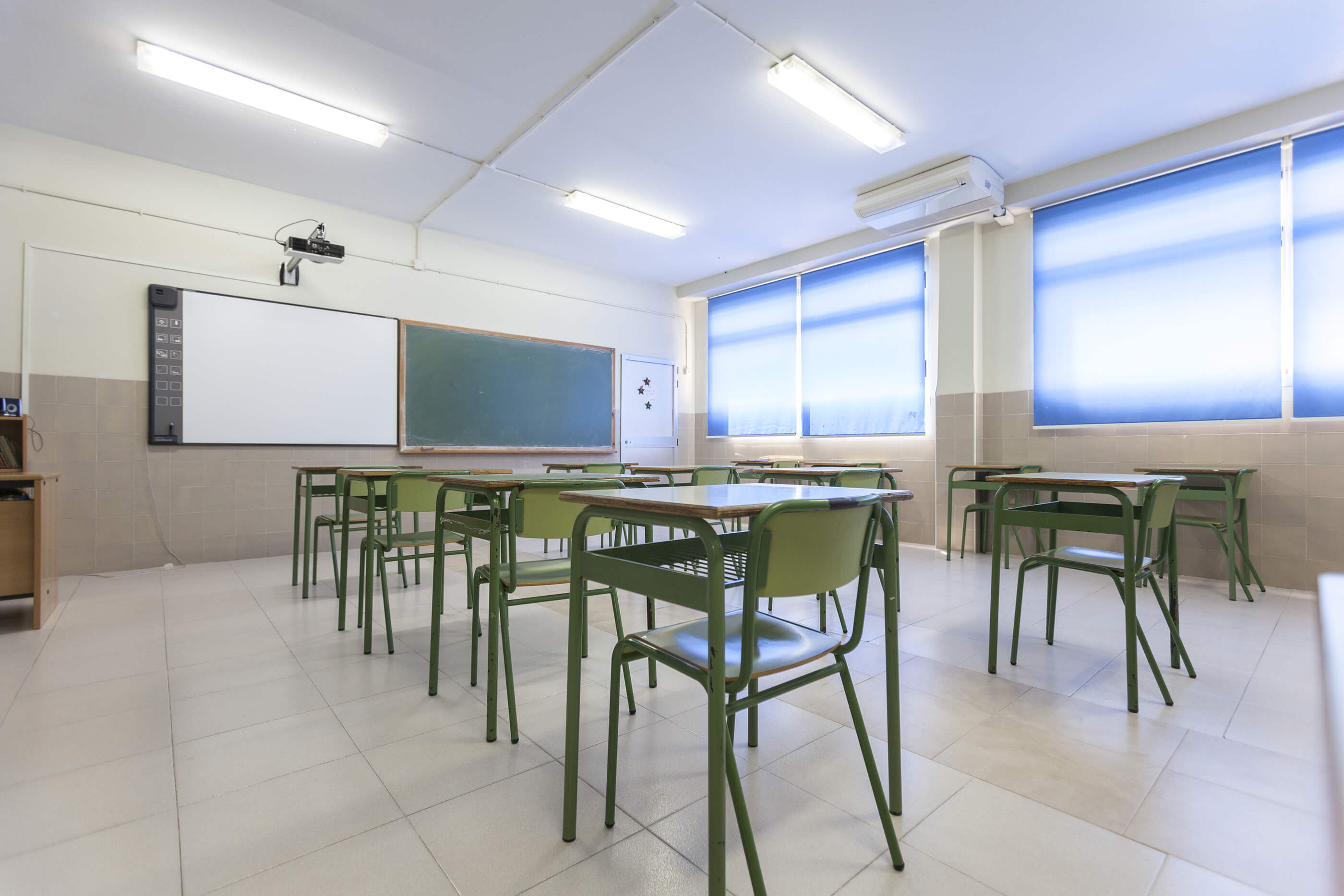
Aula de l'Entrenaranjos International School, de Riba-roja de Túria

Es recomana l'agrupació de les aules per cicles i per cursos, i el tractament interior dels espais ha de tenir en comte el tipus i l'edat dels alumnes per crear espais agradables i adequats a cada franja d'usuaris. Les aules tenen diferents requeriments

### Gimnàs
L'alçada lliure estàndard del gimnàs serà de 4,50 m. No s'admetrà en aquest espai cap element constructiu, ni d’instal·lacions, per sota de 4 m.

## L'escola en l'educació bàsica i obligatòria a Espanya
Els termes escola i col·legi s'utilitzen fonamentalment per a les institucions encarregades de donar una educació formal als alumnes, sobretot nens i joves. Acostuma a tenir com a referents: un centre educatiu on es desenvolupen les classes, un conjunt de mestres o professors, un currículum educatiu a impartir (fixat en gran manera per l'administració política amb les competències en educació del territori) i un projecte educatiu que defineix els objectius i l'orientació de l'escola. Les famílies deleguen en l'escola gran part de l'ensenyament dels seus fills i, per tant, l'escola es fixa com a metes l'adquisició d'aprenentatges bàsics per a continuar estudiant (dividits en nivells o cursos) o bé necessaris per inserir-se a la societat amb èxit i una correcta socialització a través de les normes i les relacions entre els grups.
Es fa distinció entre escola pública, escola concertada o privada segons el finançament i titularitat del centre. També es pot classificar en comprensiva o no en funció del tipus d'alumnat i d'agrupació. Moltes escoles d'arreu del món s'identifiquen amb una ideologia o religió determinada. I, per acabar, existeixen les anomenades escoles especials, centres on estudien alumnes discapacitats o especialment dotats en algun àmbit.

### Escola pública
L'educació pública comprèn l'ensenyament que s'imparteix en centres mantinguts per fons públics. Inclou un control del currículum i dels requisits d'admissió dels professors o mestres per part de l'administració, així com la gratuïtat per als alumnes. Es va començar a generalitzar a partir del segle xviii.

### Escola concertada
Una escola concertada és un centre educatiu de gestió privada finançat parcialment per l'administració pública. El pla d’estudis i la matriculació funcionen igual que a l'escola pública. A més, l'educació pot ser laica o religiosa, depenent del centre. Els concerts educatius es van legislar per primera vegada a Espanya el 1985 amb la Llei Orgànica del Dret a l'Educació (LODE) per als ensenyaments obligatoris. Les escoles concertades cobren unes quotes voluntàries als pares perquè consideren insuficients els diners rebuts de les administracions. D'aquesta manera, els concerts educatius suposen un estalvi per les arques públiques que assumeixen parcialment els pares dels alumnes.

### Escola privada
L'escola privada es produeix en una institució educativa dirigida mitjançant la iniciativa privada o bé mitjançant un professor particular, costejat per la mateixa família. Entre les institucions privades vinculades a l'educació destaquen els col·legis religiosos, encara que també hi ha nombroses institucions educatives laiques, com les vinculades a l'anomenada Escola Nova.

## L'escola en l'educació bàsica i obligatòria a Catalunya
A Catalunya, la llei 12/2009 del 10 de juliol d'educació defineix l'educació pública com la porta obligada a la realització personal i al progrés col·lectiu, la palanca que fa possible la superació dels condicionants personals, socials, econòmics i culturals en origen i la clau de les oportunitats per a superar les desigualtats i per a descobrir i aprofitar tots els talents de la societat.
La Llei d'Educació de Catalunya indica que «tots els centres sostinguts amb fons públics, que conformen centres públics i centres privats concertats, treballin junts amb uns objectius compartits des de la cooperació i la corresponsabilitat, tot respectant la naturalesa jurídica de les diverses institucions que el presten». El curs 2012-2013 la Generalitat de Catalunya va finançar parcialment 362.063 places d'educació concertada, que signifiquen el 28% del total dels alumnes de Catalunya. Al mateix curs hi havia 861.280 places d'educació pública (67%) i 69.824 places d'educació privada (5%).
A Catalunya, l'equilibri escolar és difícil perquè es concentren en determinats centres els alumnats amb problemes socials i educatius, i amb percentatges elevadíssims d'alumnat d'origen estranger amb endarreriment formatiu, i la composició desequilibrada d'aquests centres fa que sovint siguin poc desitjats per moltes famílies del seu entorn i, per tant, aquest desequilibri s'aguditza any rere any.
D'acord amb la Llei d'Educació de Catalunya, un centre públic que imparteix segon cicle d'educació infantil i primària s'anomena escola, i si imparteix ESO (i potser batxillerat i cicles formatius), institut. També hi ha centres que apleguen tots aquests nivells, anomenats institut escola.

## Tecnologies de la informació
Les tecnologies de la informació han canviat qualitativament l’aprenentatge dels nens, el treball dels professors i el concepte mateix d’escola. Proporcionen una gran quantitat d’informació, faciliten la interactivitat i la comunicació i ofereixen una enorme capacitat per processar informació, dades i càlculs en comparació amb els recursos escolars que existien abans d’aquestes tecnologies. Per aprofitar aquestes tecnologies, l'administració educativa ha preparat aules informàtiques especials a les escoles i, en alguns casos, fins i tot ha posat un ordinador a les mans de cada estudiant a l'aula. Entre els educadors, hi ha l'opinió general que les tecnologies anomenades TIC ofereixen una oportunitat per millorar l'educació, i no només perquè hi són, que cal aplicar-les. Tot i això, les tecnologies no milloren per si soles l'educació escolar.
Les tecnologies faciliten l'autoaprenentatge i l'escola a casa de l'alumne i, en última instància, també posen en perill el treball i la utilitat del professor. En aquest sentit, els riscos d’aquestes tecnologies són debilitar l'escola com a lloc de contacte i que l’alumne aprengui també dels seus companys.